# Koelajkacultuur
De Koelajkacultuur (Russisch: Кулайская культура) is een archeologische cultuur van West-Siberië, gedateerd vanaf het midden van het 1e millennium voor Christus tot het midden van het eerste millennium AD. De cultuur is vernoemd naar de berg Koelajka in het huidige district Tsjainski van de oblast Tomsk, waar in 1922 een "schat" bestaand uit een bronzen ketel en kleine bronzen en zilveren voorwerpen werd gevonden. Volgens één versie komt de naam "Koelajka" van het Selkoeps "Berg van de geesten" of "berg van de voorouders".
Verschillende onderzoekers associeerden de Koelajkacultuur met de voorouders van de Samojeden, Oegriërs en Ketten.
De bevolking behoorde tot een gemengd Kaukasoïde en Mongoloïde ras.

## Verspreiding
Het oorspronkelijke verspreidingsgebied van de Koelajkacultuur valt grotendeels samen met de oblast Tomsk, met uitzondering van haar zuidelijke rajons. Aan het begin van de jaartelling trok, waarschijnlijk als gevolg van een afkoeling van het klimaat, een deel van de stammen naar het zuiden en bezette de zuidelijke regio's van de oblast.
In het midden van het eerste millennium n.Chr. begonnen veel stammen hun voorouderlijk land te verlaten en trokken in de richting van het huidige Salechard (Jamalië), Tara (oblast Omsk), Barnaoel (kraj Altaj), en Atsjinsk (Kraj Krasnojarsk).

## Kunst
De Koelajkacultuur werd bekend door de hoge kwaliteit van haar bronswerk. Men produceerde niet alleen perfecte jachtinstrumenten, maar creëerden ook veel cultusartefacten: figuren van mensen, handen en gezichten, dieren (meestal elanden), vogels, mythische wezens, enz.

## Levenswijze
De Koelajkas woonden in semi-verdiepte wonigen. Ze hielden zich bezig met jacht, visserij en veeteelt, met name paardenfokkerij.
Aanvankelijk vestigden de mensen zich in kleine groepen in nederzettingen van 2-3 woningen. Na enige tijd nam het aantal woningen toe tot rond 10. Er verschenen verdedigingswerken, met name greppels en wallen, en het aantal mensen dat in één nederzetting woonde kon oplopen tot zo'n honderd mensen.
Men maakte bronzen en later ijzeren wapens, bogen met een complex ontwerp, en lichaamsbepantsering (meestal van bot).
De doden werden begraven in vlakgraven, meestal in houten kisten, samen met huishoudelijke artikelen: vaten, kommen, kralen, bronzen ornamenten, enz. Soms werden de lichamen in berkenbast gehuld. Het is mogelijk dat er mensenoffers werden gebracht.

## Relaties met andere volkeren
Het is bekend dat naburige stammen meestal vijandig tegenover elkaar stonden. Er was echter een alliantie van een aantal Koelajka-stammen en inwoners van de steppegebieden (Sargatcultuur) voor gezamenlijke bescherming tegen de invallen van naburige volkeren. Er was ook een levendige handel.
De migratie van de Koelajkas naar het zuiden, door de bossen langs de Ob naar de uitlopers van de Altaj, verliep relatief vreedzaam, aangezien de bosgebieden die ze bezetten geen grote waarde hadden voor de veeteelt van de lokale bevolking.